# 竺仙梵仙
竺仙梵仙（日语：じくせん ぼんせん，1292年12月24日—1348年8月11日）。中国元朝高僧，东渡日本传播佛学，在日本佛教史和书法上有重要历史地位，也是书法家、诗人。

## 生平
元朝明州鄞县人，今浙江省宁波市鄞州区人，后居象山，今象山县，文献又录作象山人。生于元朝至元二十九年农历十一月十五日（1292年12月24日）。俗姓徐，出自明州庆元府的大姓，法号梵仙，而字竺仙，号来来禅子，又号寂勝幢，晚年思念家乡明州，而又号思歸叟。简作“梵仙”。
元朝天曆二年，当时日本元德元年，受日本大名大友真宗邀请而从明州东渡日本，传播佛学，是临济宗的高僧，也是日本鎌仓时代末期最重要的高僧之一。抵达日本后，受幕府的优渥待遇和极高尊敬，先后在日本任净妙寺、净智寺住持，又赴京都名寺南禅寺（日本禅宗最高寺院）任住持，晚年任建長寺住持。1330年，日本元德元年，日本上层足利尊氏、足利直义都受其佛教学说影响而皈依佛门，取得法号。在日本各大寺庙广收学徒，蔚然学派。并奠定日本五山文学的基础。日本北朝贞和四年、南朝正平三年阴历八月十六日（1348年8月11日），在日本大觉寺圆寂，享年五十七岁。
其创立的“竺僊派”是日本禅宗二十四流之一。

## 遗物
竺仙梵仙书法造诣很高，是日本历史上重要书法家。他在日本遗留的墨宝现都被日本列为“重要文化财”。著名作品有，
- 日本根津美术馆藏《竺仙梵仙禅师1339年书新春贺偈》[4]
- 元竺仙梵仙、月林道皎手札[5]

## 代表著作
- 《竺仙和尚语录》
- 《丛林公论》与《续丛林公论》[6]
- 《竺僊和尚語錄》[1]
- 《來來禪子集》 [1]

## 遗迹
- 今日本京都南禅寺楞伽院，专门纪念竺仙梵仙